# Deiótaro
Deiótaro da Galácia (em latim: Deiotarus; em gálata e grego: Deiotaros), de sobrenome Filorromeu (Philoromaios; c. 105 a.C.–42 a.C., 41 a.C. ou 40 a.C.) foi um dos principais "tetrarcas dos tolistóbogos" na Galácia ocidental, Ásia Menor, e também um "rei da Galácia". É considerado um dos melhores reis celtas, reinando sobre três tribos gálatas a partir de sua capital, Blúcio (em latim: Blucium; moderna İskilip, na Turquia).
O nome "Deiotarus" é uma corruptela de "deio-tauros", "touro divino"

## História
Deiótaro era um fiel aliado dos romanos e se envolveu nas lutas entre os generais romanos que levaram à queda da República Romana a partir de 44 a.C. Ele trocou de lado e apoiou os triúnviros, mantendo seu reino intacto até sua morte.
Sua primeira aparição nos registros históricos se deu no início da Terceira Guerra Mitridática, quando ele expulsou as tropas de Mitrídates VI do Ponto, lideradas por Êumaco da Frígia entre 75 e 74 a.C. Seu amigo mais importante era Pompeu, que, quando estava resolvendo a situação na Ásia depois da invasão de Mitrídates depois de derrotá-lo (entre 65 e 62 a.C.), o recompensou por sua ajuda com o título de rei e um aumento territorial (parte do Ponto oriental), além da Armênia Menor e a maior parte da Galácia. Com a irrupção da guerra civil (49 a 45 a.C.), Deiótaro naturalmente se aliou ao seu antigo patrocinador e aliado, Pompeu, e aos optimates em sua luta contra Júlio César, que estava desafiando o Senador. Depois de ser derrotado na Batalha de Farsalos (48 a.C.), Deiótaro escapou com ele para Ásia. Quando Pompeu foi derrotado, Deiótaro foi acusado de traição e enfrentou a pena de morte, da qual escapou parcialmente graças à defesa de Cícero. Enquanto isto, Fárnaces, o filho de Mitrídates, capturou a Armênia Menor e derrotou a XXII Deiotariana de Deiótaro na Batalha de Nicópolis. Para a sorte de dele, Júlio César, na ocasião, desembarcou na Ásia vindo do Egito e foi recebido por ele na posição de um suplicante (47 a.C.). César o perdoou por ter se aliado a Pompeu e ordenou que ele retomasse sua posição de rei. Deiótaro então marchou contra Fárnaces na Armênia e o derrotou na Batalha de Zela.
Depois de reclamações de alguns príncipes gálatas, Deiótaro perdeu parte de seus domínios em 47 a.C., mas foi novamente perdoado por César e manteve o título de rei. Com a morte de Mitrídates de Pérgamo, tetrarca dos trocmos, Deiótaro foi um dos candidatos para a posição. Outros tetrarcas também apresentaram suas candidaturas e Deiótaro foi acusado, em Roma (45 a.C.), por seu neto, Castor, de ter conspirado para matar César quando ele esteve como hóspede em sua corte na Galácia. Cícero, que tinha uma boa opinião sobre Deiótaro, conhecido seu da época que ele foi governador da Cilícia, assumiu sua defesa e explanou seu caso na residência do próprio César em Roma:
| “ | ...pois foi o rei Deiotaro que elevou sua família, abjeta e obscura, da escuridão para a luz. Quem já havia ouvido falar de seu pai ou quem ele era antes de saberem de quem ele era genro? | ” |
|   | — Cícero, "Pro rege Deiotaro". |   |

O assunto foi esquecido por um tempo e o assassinato de César acabou com qualquer possibilidade de ele ser encerrado. Em seu discurso, Cícero rapidamente descarta as acusações de assassinato e recoloca a questão da distribuição das províncias como a verdadeira causa das discussões entre Deiótaro e seus parentes.
Depois da morte de César, Marco Antônio, principalmente por questões financeiras, anunciou publicamente que, de acordo com instruções do próprio César, Deiótaro deveria reassumir todos os territórios que havia perdido. Quando a guerra civil reiniciou, Deiótaro foi convencido a apoiar o partido contrário a César, liderado por Bruto e Cássio. Mas, depois da Batalha de Filipos (42 a.C.), mudou novamente e passou para o lado dos Segundo Triunvirato. Desta forma, conseguiu manter seu reino até a morte, já em idade avançada.

## Família
Deiótaro casou-se com Berenice, princesa de Pérgamo, filha de Átalo III, rei de Pérgamo, e sua esposa atálida. Eles foram pais de Adobogina, que se casou com Brogítaro, rei da Galácia, que reinou em conjunto com o sogro. Adobogina e Brogítaro foram pais do rei Amintas da Galácia.[carece de fontes?]

## Legado
O manual agricultural grego de Diófanes de Niceia foi dedicado a Deiótaro.[carece de fontes?]
A XXII Deiotariana foi batizada em sua homenagem. Originalmente, esta unidade era parte do exército da Galácia e seu tamanho equivalia ao de três legiões. Depois de derrotada, foi considerada como sendo apenas uma legião e passou a funcionar, informalmente, como uma legião romana sob o comando de Júlio César até a morte de Deiótaro, quando foi definitivamente incorporada ao exército romano tendo o rei morto como seu patrono.[carece de fontes?]